# 自己免疫疾患
自己免疫疾患（じこめんえきしっかん、英: Autoimmune disease）とは、異物を認識し排除するための役割を持つ免疫系が、自分自身の正常な細胞や組織に対してまで過剰に反応し攻撃を加えてしまうことで症状を起こす、免疫寛容の破綻による疾患の総称。
自己免疫疾患は、全身にわたり影響が及ぶ全身性自己免疫疾患と、特定の臓器だけが影響を受ける臓器特異的疾患の2種類に分けることができる。関節リウマチや全身性エリテマトーデス(SLE)に代表される膠原病は、全身性自己免疫疾患である。

## 歴史と原因
20世紀初めには、ドイツのパウル・エールリヒにより提唱された、免疫系は自分自身を攻撃しないとする「自己中毒忌避説（Horror autotoxicus）」を代表とする考え方が主流であった。しかし、その後の研究により自分の体の構成成分を抗原とする自己抗体が発見されるにつれ、自己免疫疾患の存在が明らかになっていった。
炎症性腸疾患を除き、多くの自己免疫疾患は女性に多い（炎症性腸疾患については男女差はほとんどない）。理由は明らかになっていないが、ホルモンが関与しているという説がある。また、マイクロキメリズムと呼ばれる「妊娠中に胎児と母体との間に胎盤を通して起こる微量の細胞のやり取り」があり、出産後（誕生後）、数十年を経過しても他者由来の細胞が存在していることが明らかになっている。「自己免疫疾患」と呼ばれている疾患の中にはマイクロキメリズムにより他者由来の細胞の影響で発生しているものも存在するとの研究結果がある。ブタの脳のエアロゾルを粘膜から吸収してしまい、自己免疫疾患を発症した例も存在する (en:Progressive inflammatory neuropathy)。

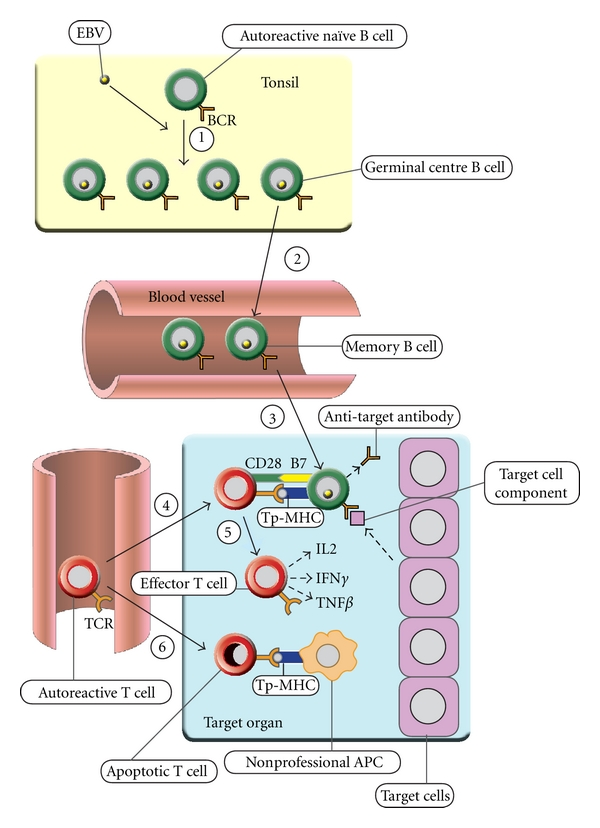
ペンダーの仮説「EBVの初感染時に扁桃腺の自己応答性のナイーブB細胞にEBVが感染し、それらのB細胞をEBVは胚中心に移行させ、そこでそのB細胞は分裂増殖しEBVの潜伏感染状態にある自己反応性のメモリーB細胞となる（矢印１）。そしてそれらのEBV感染B細胞は扁桃腺を出て、血中を循環する（矢印２）。EBVに感染したB細胞の数は通常、増殖したり溶解感染状態にあるEBV感染B細胞を殺す、EBV特異的細胞傷害性CD8+T細胞によってコントロールされるが、もしこの防御機構に欠陥があるとするとそうはならない。生き残ったEBV感染自己応答性メモリーB細胞は標的とする臓器に侵入し、そこでそれらのB細胞は居着き、小クローン性のIgGや標的臓器の成分を攻撃する病原性のある自己抗体を産生する（矢印３）。外来抗原と交叉反応することで末梢のリンパ器官で活性化された自己応答性のT細胞は、血中を循環しそして標的臓器に入り、そこで主要組織適合遺伝子複合体（major histocompatibility complex；MHC）に結合した標的臓器ペプチド（target organ peptides；Tp）を提示するEBVに感染した自己応答性のB細胞によって再活性化される（矢印４）。これらのEBVに感染したB細胞は共刺激生存シグナルをB7によって自己応答性のT細胞のCD28受容体に与え、それによって通常は自己応答性のT細胞が標的臓器に侵入した時にB7共刺激分子を発現していないノンプロフェッショナル抗原提示細胞（antigen-presenting cells；APCs）と反応することによって起こる活性化誘導性のT細胞アポトーシスを阻害する（矢印６）。自己応答性のT細胞がEBV感染自己応答性B細胞に再活性化されると、これらの自己応答性のT細胞はインターロイキン2（IL-2）・インターフェロンγ（IFN-γ）・腫瘍壊死因子β（tumour necrosis factor-β；TNF-β）といったサイトカインを産生し、そして標的細胞への自己免疫応答を指揮する（矢印５）。BCR；B cell receptor（B細胞受容体）、TCR；T cell receptor（T細胞受容体）」

オーストラリアのクイーンズランド大学医学部のマイケル・P・ペンダー（Michael P. Pender）によって2003年・2011年・2012年、9割以上の人間が感染しているヘルペスウイルスの一種、エプスタイン・バール・ウイルス（EBウイルス）による自己免疫疾患発症のメカニズム仮説が提示された。この仮説は「ペンダーの仮説(Pender's hypothesis)」と呼ばれており、様々な自己免疫疾患とEBウイルスとの関わりが指摘されていることから、多発性硬化症、関節リウマチ、全身性エリテマトーデス、シェーグレン症候群、全身性強皮症、皮膚筋炎、原発性胆汁性肝硬変、原発性硬化性胆管炎、潰瘍性大腸炎、クローン病、乾癬、尋常性白斑、水疱性類天疱瘡、円形脱毛症、突発性拡張型心筋症、1型糖尿病、バセドウ病、橋本病、重症筋無力症、IgA腎症、膜性腎症、悪性貧血、といった自己免疫疾患の発症に、どのように細胞傷害性T細胞の機能不全・ビタミンDの欠乏・EBウイルスがどのように関わってくるかを考察したものである。このペンダーの仮説は、遺伝等の原因によってEBウイルスに対するCD8+T細胞応答に何らかの不全が起き、EBウイルスに感染した自己反応性の記憶B細胞が抗原提示細胞として働き、通常は禁止された自己抗原のT細胞認識が可能となり、自己免疫応答が生ずるというものである。
特に、EBウイルスの潜伏感染遺伝子抗原のEBNA1(Epstein-Barr virus-encoded nuclear antigen 1)と全身性エリテマトーデスの自己抗原とされているSmとの分子相同性(molecular mimicry)も明らかになっており、EBNA1に対して作られた抗体が自己抗原のSmに交叉反応（クロスリアクション）し、全身性エリテマトーデスの自己抗体の抗Sm抗体となっていることも示唆されている。
最近では、大阪大学微生物病研究所/免疫学フロンティア研究センターの研究グループは2015年、全身性エリテマトーデスや多発性硬化症といった自己免疫疾患との関わりが知られているEBウイルスによる自己免疫疾患発症のメカニズムを分子生物学的に示した。
通常、胚中心B細胞（成熟段階にあるB細胞）の表面に、排除する抗原に合わないB細胞受容体や、自分の抗原に反応するB細胞受容体があれば、そのB細胞はアポトーシスにより排除される。しかし、その胚中心B細胞がEBウイルスに感染すると、EBウイルスの潜伏感染Ⅲ型遺伝子のLMP2AがB細胞受容体シグナルを模倣し、さらに形質細胞（抗体産生細胞）への分化を促進する因子(Zbtb20)が出現して、本来はアポトーシスにより排除されるべき自己反応性B細胞が生き残り（B細胞選択異常）、自己反応性受容体などの抗体を出し続ける形質細胞になる結果、自己免疫疾患が発症するということである。
また同様に、鳥取大学医学部医学科分子病理学分野の研究グループは2017年、EBウイルスに感染したB細胞から自己免疫性甲状腺機能亢進症であるバセドウ病の自己抗体である抗甲状腺刺激ホルモンレセプター抗体(TRAb)が産生されることを分子生物学的に示した。
EBウイルスに感染したB細胞は自己反応性か否かによらず、EBウイルスの潜伏感染Ⅲ型遺伝子のLMP1によるT細胞非依存性のCD40共刺激シグナルの模倣によるNF-κBの活性化で、活性化誘導シチジンデアミナーゼ(AID)の発現が促進されT細胞非依存性にクラススイッチが可能となり、多クローン性にあらゆるアイソタイプの抗体の産生をし得る。EBウイルスに感染したB細胞が自己反応性の抗体の可変部を持っていた時、自己抗体を産生し得るということである。特に、バセドウ病を引き起こすのはIgG1のアイソタイプを持ったTRAbであり、そのためにはTRAb陽性B細胞で免疫グロブリン（抗体）のクラススイッチ遺伝子再編成を引き起こす活性化誘導シチジンデアミナーゼ(AID)の発現が必須となるが、EBウイルスの潜伏感染Ⅲ型遺伝子のLMP1はT細胞非依存性にCD40のシグナルを模倣しNF-κBを活性化させることができ、NF-κBはAID遺伝子(AICDA)の転写を促進するので、バセドウ病を引き起こすIgG1のアイソタイプを持ったTRAbの産生が可能になるということである。

## 一覧

### 臓器特異性自己免疫疾患
| 罹患臓器     | 疾患                                              | 標的臓器・組織                      | 自己抗体                                              | 備考                                                                                            |
| ------------ | ------------------------------------------------- | ----------------------------------- | ----------------------------------------------------- | ----------------------------------------------------------------------------------------------- |
| 神経・筋     | ギラン・バレー症候群                              | ガングリオシド                      | 抗ガングリオシド抗体                                  | カンピロバクターなど細菌やウイルスの先行感染が関与                                              |
| 神経・筋     | 重症筋無力症                                      | アセチルコリンレセプター            | 抗アセチルコリンレセプター抗体                        |                                                                                                 |
| 神経・筋     | 視神経脊髄炎                                      | 髄鞘                                | 抗アクアポリン4抗体                                   |                                                                                                 |
| 消化器       | 慢性胃炎 慢性萎縮性胃炎                           | 胃壁細胞                            | 抗壁細胞抗体                                          | 巨赤芽球性貧血に合併                                                                            |
| 消化器       | 自己免疫性肝炎                                    | 肝実質細胞                          | 抗核抗体 抗平滑筋抗体 抗肝腎ミクロソーム抗体 等       |                                                                                                 |
| 消化器       | 原発性胆汁性胆管炎                                | 肝小葉間胆管                        | 抗ミトコンドリア抗体                                  |                                                                                                 |
| 消化器       | 潰瘍性大腸炎                                      | 大腸                                | p-ANCA(抗HMG1/HMG2抗体) リンパ球親和性抗体など        | 炎症性腸疾患                                                                                    |
| 消化器       | クローン病                                        | 食道〜大腸                          | p-ANCA(抗HMG1/HMG2抗体) リンパ球親和性抗体など        | 炎症性腸疾患                                                                                    |
| 消化器       | 胆管                                              | 原発性胆汁性胆管炎                  |                                                       | IgG4関連疾患                                                                                    |
| 消化器       | 膵実質                                            | 自己免疫性膵炎                      |                                                       | IgG4関連疾患                                                                                    |
| 循環器       | 高安動脈炎                                        | 大動脈                              | 抗大動脈抗体                                          |                                                                                                 |
| 肺           | グッドパスチャー症候群                            | 肺胞・腎                            | 抗基底膜抗体                                          | 急速進行性糸球体腎炎を合併                                                                      |
| 腎臓         | 急速進行性糸球体腎炎                              | 腎糸球体                            | 抗基底膜抗体 抗MPO-ANCA抗体 抗DNA抗体 抗P-ANCA抗体 等 |                                                                                                 |
| 血液         | 巨赤芽球性貧血                                    | 赤芽球系                            | 抗内因子抗体                                          | 慢性萎縮性胃炎を合併                                                                            |
| 血液         | 自己免疫性溶血性貧血                              | 赤血球                              | 抗赤血球抗体                                          |                                                                                                 |
| 血液         | 自己免疫性好中球減少症                            | 好中球                              | 抗好中球抗体                                          |                                                                                                 |
| 血液         | 特発性血小板減少性紫斑病                          | 血小板                              | 抗血小板抗体                                          |                                                                                                 |
| 内分泌・代謝 | バセドウ病                                        | 甲状腺刺激ホルモンレセプター        | 抗甲状腺刺激ホルモンレセプター抗体                    |                                                                                                 |
| 内分泌・代謝 | 橋本病                                            | 甲状腺ミクロソーム サイログロブリン | 抗甲状腺ミクロソーム抗体 抗サイログロブリン抗体       |                                                                                                 |
| 内分泌・代謝 | 原発性甲状腺機能低下症                            | 甲状腺                              | 抗ペルオキシダーゼ抗体 抗甲状腺刺激抗体 等            |                                                                                                 |
| 内分泌・代謝 | 特発性アジソン病                                  | 副腎                                | 抗副腎抗体                                            |                                                                                                 |
| 内分泌・代謝 | 1型糖尿病                                         | ランゲルハンス島                    | 抗ランゲルハンス島抗体                                |                                                                                                 |
| 皮膚         | 慢性円板状エリテマトーデス                        |                                     | 抗核抗体                                              | 播種型で高い力価                                                                                |
| 皮膚         | 限局性強皮症                                      | 抗1本鎖DNA抗体                      | 斑状強皮症で高い力価                                  |                                                                                                 |
| 皮膚         | 天疱瘡                                            | 表皮                                | IgG抗表皮細胞抗体                                     |                                                                                                 |
| 皮膚         | 膿疱性乾癬                                        | 表皮                                | TNF-α抗体                                             |                                                                                                 |
| 皮膚         | 尋常性乾癬                                        | 表皮                                | TNF-α抗体                                             |                                                                                                 |
| 皮膚         | 類天疱瘡                                          | 表皮基底膜                          | IgG抗表皮基底膜部抗体                                 |                                                                                                 |
| 皮膚         | 妊娠性疱疹                                        | 表皮基底膜                          | IgG抗表皮基底膜部抗体                                 |                                                                                                 |
| 皮膚         | 線状IgA水疱性皮膚症                               | 表皮基底膜                          | IgA抗表皮基底膜部抗体                                 |                                                                                                 |
| 皮膚         | 後天性表皮水疱症                                  | 表皮基底膜                          | IgG抗表皮基底膜部抗体                                 |                                                                                                 |
| 皮膚         | 円形脱毛症                                        | 毛母細胞                            | 毛包周囲へのCD4陽性リンパ球浸潤                       | 全頭型・悪性型で顕著                                                                            |
| 皮膚         | 尋常性白斑 サットン後天性遠心性白斑・サットン母斑 | メラノサイト                        | 抗メラノサイト抗体                                    | 汎発型（A型）に顕著、サットン母斑の場合は色素性母斑の周りに白斑が、出現、母斑が消えることがある |
| 眼           | 原田病                                            | ブドウ膜・皮膚・神経                | 病変部のリンパ球浸潤                                  |                                                                                                 |
| 眼           | 自己免疫性視神経症                                | 視神経                              | 抗核抗体 抗カルジオリピン抗体 等                      | 各種疾患に合併                                                                                  |
| 耳           | 自己免疫性内耳障害                                | 内耳                                | 68kDa内耳自己抗体                                     | 他の自己免疫疾患の一部としても発症                                                              |
| 男性生殖器   | 特発性無精子症                                    | 精巣                                | 抗精子抗体                                            |                                                                                                 |
| 産婦人科     | 習慣性流産                                        |                                     | 抗β2-GPI抗体 抗カルジオリピン抗体 等                  |                                                                                                 |

### 全身性自己免疫疾患
| 疾患                   | 標的臓器・組織       | 自己抗体                                                                                 | 備考         |
| ---------------------- | -------------------- | ---------------------------------------------------------------------------------------- | ------------ |
| 関節リウマチ           | 関節滑膜             | リウマトイド因子 抗CCP抗体                                                               |              |
| 全身性エリテマトーデス | 多臓器               | 抗二本鎖DNA抗体 抗核抗体 等                                                              |              |
| 抗リン脂質抗体症候群   | 動脈・静脈・子宮 等  | 抗リン脂質抗体                                                                           |              |
| 多発性筋炎 皮膚筋炎    | 皮膚・筋・肺 等      | 抗アミノアシルtRNA合成酵素（ARS）抗体 抗Jo-1抗体 抗Mi-2抗体 抗155/140抗体 抗CADM-140抗体 |              |
| 強皮症                 | 皮膚・肺・腎臓 等    | 抗トポイソメラーゼI抗体 抗RNAポリメラーゼIII抗体 抗セントロメア抗体 等                   |              |
| シェーグレン症候群     | 涙腺・唾液腺・多臓器 | 抗Ro/SS-A抗体 等                                                                         |              |
| IgG4関連疾患           | 多臓器               |                                                                                          |              |
| 血管炎症候群           | 血管                 | 抗好中球細胞質抗体（ANCA関連血管炎）                                                     | 一部公費対象 |
| 混合性結合組織病       | 多臓器               | 抗U1-RNP抗体                                                                             |              |

（注）桃色の欄は厚生労働省特定疾患研究対象疾患、いわゆる難病であり公費負担の対象となる。